# Tokyo Ghoul
Tokyo Ghoul (jap. 東京喰種 Tōkyō Gūru) – manga autorstwa Suia Ishidy, publikowana w czasopiśmie Shūkan Young Jump od września 2011 do września 2014 roku. Manga doczekała się także sequela, zatytułowanego Tokyo Ghoul:re.
Na podstawie mangi powstały cztery serie anime, zatytułowane kolejno Tokyo Ghoul, Tokyo Ghoul√A, Tokyo Ghoul: re oraz Tokyo Ghoul: re2.
W Polsce manga została wydana nakładem wydawnictwa Waneko, a anime było dostępne na platformie Netflix w wersji z napisami.

## Fabuła
Ken Kaneki jest studentem, który cudem przeżywa spotkanie z ghoulem – istotą żywiącą się ludzkim ciałem. Lekarz chcąc uratować życie chłopaka postanawia przeszczepić mu narządy ghoula. Kaneki po powrocie do zdrowia odkrywa, że normalne jedzenie mu nie smakuje i zdaje sobie sprawę z tego, że stał się w połowie ghoulem. Mimo wszystko postanawia, że nigdy nie zje ludzkiego mięsa. Głównym wątkiem historii jest walka jego człowieczeństwa z pragnieniem konsumpcji ludzkiego mięsa.

## Bohaterowie

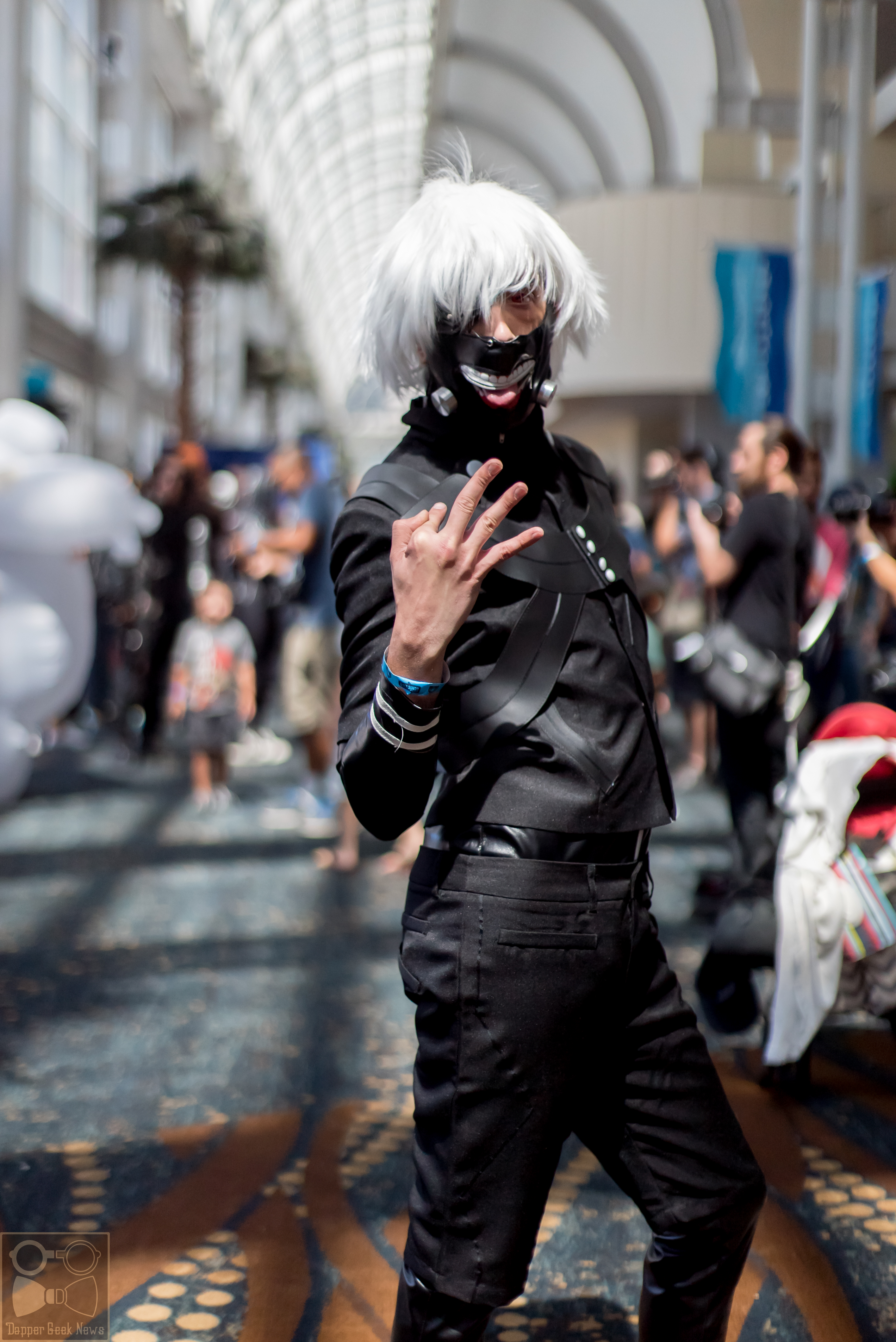
Cosplay Kena Kanekiego

- Ken Kaneki (jap. 金木 研 Kaneki Ken) – student japonistyki na wydziale literatury. W wyniku transplantacji stał się półghoulem. Pracuje w Anteiku, małej kawiarni będącej miejscem spotkań okolicznych ghouli.

Seiyū: Natsuki Hanae 
- Tōka Kirishima (jap. 霧嶋 董香 Kirishima Tōka) – ghoul, młoda dziewczyna. Pracuje w kawiarni Anteiku razem z głównym bohaterem. Ma długą grzywkę zakrywającą prawe oko. Jest gwałtowna i agresywna, wśród ludzi stara się być miła i nie ujawniać się.

Seiyū: Sora Amamiya 
- Rize Kamishiro (jap. 神代 利世 Kamishiro Rize) – ghoul, początkowo umawia się z głównym bohaterem. Jej narządy zostały przeszczepione głównemu bohaterowi. Niezwykle agresywna, bardzo żarłoczna.

Seiyū: Kana Hanazawa 
- Shū Tsukiyama (jap. 月山 習 Tsukiyama Shū)

Seiyū: Mamoru Miyano 
- Yoshimura (jap. 芳村) – ghoul, właściciel Anteiku. Pomaga głównemu bohaterowi przystosować się do świata ghouli. Jest on lojalny wobec swoich przyjaciół i nie opuszcza ich w potrzebie.

Seiyū: Takayuki Sugō 
- Hinami Fueguchi (jap. 笛口 雛実 Fueguchi Hinami) – jest ghulim dzieckiem, której rodzice zostali zabici przez śledczych ghouli. W dokumentach CCG jest znana jako numer 745 lub Córka. Pomimo posiadania wystarczających informacji na temat Hinami, CCG wciąż nie jest w stanie jej wyeliminować. Łączy ją silną więź z Kanekim i Tōką.

Seiyū: Sumire Morohoshi 
- Kōtarō Amon (jap. 亜門 鋼太朗 Amon Kōtarō) – jest inspektorem Pierwszej Rangi (od rozdziału 80.). Był ostatnim partnerem Kureo Mado. Później jego partnerką jest Akira Mado.

Seiyū: Katsuyuki Konishi 
- Renji Yomo (jap. 四方 蓮示 Yomo Renji) – ghoul, prawa ręka Yoshimury. Jest także dawnym przyjacielem Uty i Itori. Ze względu na swój nawyk do poszukiwań oraz ptasią maskę z długim dziobem, posiada pseudonim Kruk.

Seiyū: Yūichi Nakamura 
- Hideyoshi Nagachika (jap. 永近 英良 Nagachika Hideyoshi) – przyjaciel głównego bohatera. Często spędzają razem czas nawet po przemianie Kanekiego w półghoula, o której Hide wie.

Seiyū: Toshiyuki Toyonaga 
- Nishiki Nishio (jap. 西尾 錦 Nishio Nishiki)

Seiyū: Shintarō Asanuma 
- Uta (jap. ウタ) – ghoul, jest dawnym przyjacielem Renji Yomo i Itori. Jest właścicielem Studia Mask HySy, gdzie zajmuje się sprzedażą masek. Kiedy był nastolatkiem, wśród śledczych CCG w 4. dzielnicy znany był jako Człowiek Bez Twarzy.

Seiyū: Takahiro Sakurai 
- Tatara (jap. タタラ)

Seiyū: Kōji Yusa 
- Eto (jap. エト) – ghoul, jest jedną z ważniejszych członkiń organizacji Drzewa Aogiri. Eto jest często widziana podczas rozmów ze swoim drogim wspólnikiem, Tatarą. Jest Jednooką Sową (jap. 隻眼の梟 Sekigan no fukurō), hybrydą człowieka i ghoula.

Seiyū: Maaya Sakamoto 
- Donato Porpora (jap. ドナート ・ ポルポラ Donāto Porupora)

Seiyū: Kazuhiko Inoue 
- Akira Mado (jap. 真戸 暁 Mado Akira) – jest inspektorem Drugiej Rangi (Pierwszej Klasy w Tokyo Ghoul:re) oraz córką Kureo. Była partnerką Kōtarō Amona, a obecnie pracuje z Haise Sasakim.

Seiyū: Asami Seto 
- Take Hirano (jap. 平子 丈 Hirako Take)

Seiyū: Takayuki Kondō 
- Naki (jap. ナキ)

Seiyū: Hiro Shimono 
- Kurona Yasuhisa (jap. 恭久 クロナ Yasuhisa Kurona)

Seiyū: Aoi Yūki 
- Nashiro Yasuhisa (jap. 恭久 ナシロ Yasuhisa Nashiro)

Seiyū: Haruka Tomatsu 
- Kishō Arima (jap. 有馬 貴将 Arima Kishō) – jest słynnym inspektorem klasy specjalnej w CCG znanym jako Żniwiarz (CCGの死神, CCG no shinigami).

Seiyū: Daisuke Namikawa 
- Kuki Urie (jap. 瓜江 久生 Urie Kuki)

Seiyū: Kaito Ishikawa 
- Ginshi Shirazu (jap. 不知 吟士 Shirazu Ginshi)

Seiyū: Yūma Uchida 
- Tōru Mutsuki (jap. 六月 透 Mutsuki Tōru)

Seiyū: Natsumi Fujiwara 
- Saiko Yonebayashi (jap. 米林 才子 Yonebayashi Saiko)

Seiyū: Ayane Sakura 
- Kanae von Rosewald (jap. カナエ＝フォン・ロゼヴァルト)

Seiyū: Yū Kobayashi 

## Manga
W 2013 roku manga była 27. najlepiej sprzedającą się serią mangi w Japonii; została sprzedana w 1 666 348 egzemplarzach. W 2014 roku manga uplasowała się na 3. miejscu najlepiej sprzedających się serii w Japonii; została sprzedana w 6 946 203 egzemplarzach. W 2015 roku manga została sprzedana w Japonii w 3 576 177 egzemplarzach, będąc 13. najchętniej kupowaną serią w kraju.
| Nr | Język japoński       | Język japoński         | Język polski         | Język polski           |
| Nr | Data wydania         | ISBN                   | Data wydania         | ISBN                   |
| -- | -------------------- | ---------------------- | -------------------- | ---------------------- |
| 1  | 17 lutego 2012       | ISBN 978-4-08-879272-9 | 15 kwietnia 2015     | ISBN 978-83-64891-51-9 |
| 2  | 19 marca 2012        | ISBN 978-4-08-879291-0 | 12 czerwca 2015      | ISBN 978-83-64891-52-6 |
| 3  | 19 czerwca 2012      | ISBN 978-4-08-879357-3 | 15 sierpnia 2015     | ISBN 978-83-64891-53-3 |
| 4  | 19 września 2012     | ISBN 978-4-08-879420-4 | 15 października 2015 | ISBN 978-83-64891-54-0 |
| 5  | 19 grudnia 2012      | ISBN 978-4-08-879478-5 | 15 grudnia 2015      | ISBN 978-83-64891-55-7 |
| 6  | 18 stycznia 2013     | ISBN 978-4-08-879498-3 | 15 lutego 2016       | ISBN 978-83-64891-56-4 |
| 7  | 19 kwietnia 2013     | ISBN 978-4-08-879546-1 | 8 kwietnia 2016      | ISBN 978-83-64891-57-1 |
| 8  | 19 lipca 2013        | ISBN 978-4-08-879613-0 | 15 czerwca 2016      | ISBN 978-83-6489-158-8 |
| 9  | 18 października 2013 | ISBN 978-4-08-879652-9 | 16 sierpnia 2016     | ISBN 978-83-6489-159-5 |
| 10 | 17 stycznia 2014     | ISBN 978-4-08-879807-3 | 15 października 2016 | ISBN 978-83-6489-160-1 |
| 11 | 18 kwietnia 2014     | ISBN 978-4-08-879809-7 | 15 grudnia 2016      | ISBN 978-83-6489-161-8 |
| 12 | 19 czerwca 2014      | ISBN 978-4-08-879859-2 | 15 lutego 2017       | ISBN 978-83-6489-162-5 |
| 13 | 20 sierpnia 2014     | ISBN 978-4-08-879887-5 | 15 kwietnia 2017     | ISBN 978-83-6489-163-2 |
| 14 | 17 października 2014 | ISBN 978-4-08-890031-5 | 15 czerwca 2017      | ISBN 978-83-6489-164-9 |

### Tokyo Ghoul:re
Ostatni rozdział tej mangi ukazał się w magazynie Young Jump 5 lipca 2018 roku.
W 2015 roku manga została sprzedana w Japonii w 3 758 541 egzemplarzach, będąc 10. najchętniej kupowaną serią w kraju. W 2016 roku została sprzedana w Japonii w 4 278 599 egzemplarzach stając się 8. najchętniej kupowaną serią w kraju, a w 2017 roku została sprzedana w Japonii w 5 303 514 egzemplarzach uplasowując się na 5. miejscu najchętniej kupowanych tytułów mang w kraju. W 2018 roku manga została sprzedana w Japonii w 3 267 843 egzemplarzach i była dziesiątą najchętniej kupowaną mangą w kraju.
| Nr | Język japoński       | Język japoński         | Język polski         | Język polski           |
| Nr | Data wydania         | ISBN                   | Data wydania         | ISBN                   |
| -- | -------------------- | ---------------------- | -------------------- | ---------------------- |
| 1  | 19 grudnia 2014      | ISBN 978-4-08-879272-9 | 14 sierpnia 2017     | ISBN 978-83-8096-293-4 |
| 2  | 19 marca 2015        | ISBN 978-4-08-890132-9 | 16 października 2017 | ISBN 978-83-8096-294-1 |
| 3  | 19 czerwca 2015      | ISBN 978-4-08-890211-1 | 14 grudnia 2017      | ISBN 978-83-8096-295-8 |
| 4  | 18 września 2015     | ISBN 978-4-08-890254-8 | 15 lutego 2018       | ISBN 978-83-8096-296-5 |
| 5  | 18 grudnia 2015      | ISBN 978-4-08-890331-6 | 16 kwietnia 2018     | ISBN 978-83-8096-297-2 |
| 6  | 18 marca 2016        | ISBN 978-4-08-890376-7 | 15 czerwca 2018      | ISBN 978-83-8096-298-9 |
| 7  | 17 czerwca 2016      | ISBN 978-4-08-890411-5 | 14 sierpnia 2018     | ISBN 978-83-8096-299-6 |
| 8  | 16 września 2016     | ISBN 978-4-08-890497-9 | 15 października 2018 | ISBN 978-83-8096-299-6 |
| 9  | 19 grudnia 2016      | ISBN 978-4-08-890559-4 | 14 grudnia 2018      | ISBN 978-83-8096-299-6 |
| 10 | 17 marca 2017        | ISBN 978-4-08-890603-4 | 15 lutego 2019       | ISBN 978-83-8096-301-6 |
| 11 | 19 czerwca 2017      | ISBN 978-4-08-890682-9 | 15 kwietnia 2019     | ISBN 978-83-8096-626-0 |
| 12 | 19 lipca 2017        | ISBN 978-4-08-890699-7 | 14 czerwca 2019      | ISBN 978-83-8096-627-7 |
| 13 | 19 października 2017 | ISBN 978-4-08-890758-1 | 14 sierpnia 2019     | ISBN 978-83-8096-626-0 |
| 14 | 19 stycznia 2018     | ISBN 978-4-08-890820-5 | 22 października 2019 | ISBN 978-83-8096-627-7 |
| 15 | 19 marca 2018        | ISBN 978-4-08-890881-6 | 13 grudnia 2019      | ISBN 978-83-8096-629-1 |
| 16 | 19 lipca 2018        | ISBN 978-4-08-891050-5 | 14 lutego 2020       | ISBN 978-83-8096-292-7 |

## Light novel
Wydano trzy light novel. Wszystkie zostały napisane przez Shina Towadę, a zilustrowane przez Sui Ishidę.
| Nr | Tytuł                                                                  | Data wydania (Shūeisha) | ISBN (język japoński)  | Data wydania (Waneko) | ISBN (język polski)    |
| -- | ---------------------------------------------------------------------- | ----------------------- | ---------------------- | --------------------- | ---------------------- |
| 1  | Tokyo Ghoul: Codzienność (jap. 東京喰種［日々］ Tōkyō gūru (hibi))     | 19 lipca 2013           | ISBN 978-4-08-703296-3 | 20 czerwca 2016       | ISBN 978-83-8096-065-7 |
| 2  | Tokyo Ghoul: Pustka (jap. 東京喰種［空白］ Tōkyō gūru (kūhaku))        | 19 czerwca 2014         | ISBN 978-4-08-703320-5 | 30 listopada 2017     | ISBN 978-83-8096-321-4 |
| 3  | Tokyo Ghoul: Przeszłość (jap. 東京喰種［昔日］ Tōkyō gūru (sekijitsu)) | 19 grudnia 2014         | ISBN 978-4-08-703340-3 | 26 kwietnia 2019      | ISBN 978-83-8096-474-7 |

Wydano także powieść związaną z sequelem mangi. Powieść ta została napisana przez Shina Towadę i zilustrowana przez Sui Ishidę.
| Nr | Tytuł                                                                               | Data wydania (Shūeisha) | ISBN (język japoński)  | Data wydania (Waneko) | ISBN (język polski)    |
| -- | ----------------------------------------------------------------------------------- | ----------------------- | ---------------------- | --------------------- | ---------------------- |
| 1  | Tokyo Ghoul: Quest (jap. 東京喰種：re Novel ［quest］ Tōkyō gūru：re Novel (quest)) | 19 grudnia 2016         | ISBN 978-4-08-703411-0 | 19 czerwca 2020       | ISBN 978-83-8096-850-9 |

## Powiązane
Autor mangi opublikował książki, w których zawarł komentarze, szkice i kolorowe ilustracje związane z serią Tokyo Ghoul.
| Nr | Tytuł                                                                       | Data wydania (Shūeisha) | ISBN (język japoński)  | Data wydania (Waneko) | ISBN (język polski)    |
| -- | --------------------------------------------------------------------------- | ----------------------- | ---------------------- | --------------------- | ---------------------- |
| 1  | Tokyo Ghoul: Zapiski (jap. 東京喰種 ［zakki］ Tōkyō gūru：［zakki］)        | 17 października 2014    | ISBN 978-4-08-890068-1 | 20 kwietnia 2020      | ISBN 978-83-8096-852-3 |
| 2  | Tokyo Ghoul: ZAKKI:re (jap. 東京喰種 ［ZAKKI:re］ Tōkyō gūru：［ZAKKI:re］) | 19 marca 2019           | ISBN 978-4-08-792729-0 | –                     |                        |